# Vida Tevž
Vida Tevž (1950) è un'ex sciatrice alpina slovena che gareggiò per la nazionale jugoslava.

## Biografia
Vida Tevž, specialista delle prove tecniche, vinse il titolo nazionale nello slalom gigante e nello slalom speciale nel 1969 e nello slalom gigante nel 1970; non debuttò in Coppa del Mondo e non prese parte a rassegne olimpiche o iridate.

## Palmarès

### Campionati jugoslavi
- 3 ori (slalom gigante, slalom speciale nel 1969; slalom gigante nel 1970)[1]